# 林鼎
林鼎（891年—944年），字涣文。福建侯官(今福州市)人，生于明州（今浙江宁波）。
林鼎曾仕吴越武肃王钱镠，为观察押牙，后进入文穆王钱元瓘幕府。后唐长兴三年（932年）钱元瓘继位后，林鼎署镇海军掌书记、节度判官。后晋天福二年（937年），後晉高祖石敬瑭進封錢元瓘為吳越國國王，林鼎为掌教令。天福三年（938年），任丞相。
林鼎著有《吴江应用集》。